# Борисковичи (Могилёвская область)
Борисковичи (бел. Барыскавічы) — деревня в Толкачевском сельсовете Шкловского района Могилёвской области Беларуси.

## География
Деревня расположена в 12 км на юго-запад от Шклова, 36 км от Могилёва.

## История
Упоминается в 1625 году как деревня и фольварк в составе Шкловского графства в Оршанском повете ВКЛ, собственность трокского воеводы Александра Ходкевича, в 1643 году - как центр войтовства. После 1-го раздела Речи Посполитой (1772) в составе Российской империи. В 1777 в Могилевском округе Могилевской губернии. В 1785 году в составе имения Шклов Могилевского уезда.
Сельчане занимались производством льняной, шерстяной тканей. Согласно переписи 1897 г. деревня в Шкловской волости Могилевского уезда, имелся хлебозапасный магазин
В 1917 году открыта трудовая школа 1-й степени. В 1923 г. школу посещали дети из деревни Борисковичи и поселка. Моисеенки.
С 20 августа 1924 года в Шкловском районе Могилевского округа (до 26 июля 1930), открыта избочитальня. В 1931 организован колхоз «Арлен». С 20 февраля 1938 года в составе Могилевской области.
В Великую Отечественную войну с июля 1941 г. до начала июля 1944 оккупирована немецко-фашистскими захватчиками. На фронтах в борьбе против оккупантов погибли 19 сельчан.
В 1991 году в составе колхоза «Рассвет» (центр — деревня Толкачи), а в 2007 в составе ОАО «Говяды-Агро» (центр — агрогородок Говяды).

## Население

### Численность
- 2009 год — 29 жителей (согласно переписи)

### Динамика
- 1695 год — 7 дворов
- 1771 год — 10 дворов, 53 жителя
- 1785 год — 13 дворов, 95 жителей
- 1880 год — 14 дворов, 89 жителей
- 1897 год — 17 дворов, 112 жителей (согласно переписи)
- 1908 год — 118 дворов, 735 жителей
- 1991 год — 29 дворов, 47 жителей
- 1997 год — 28 дворов, 40 жителей
- 2007 год — 15 хозяйств, 24 жителя